# El Paso de Robles
El Paso de Robles (Kurzform: Paso Robles, spanisch für Pass der Eichen) ist eine Stadt im San Luis Obispo County im US-Bundesstaat Kalifornien mit 31.490 Einwohnern (Stand: 2020).
Sie liegt am U.S. Highway 101.
Die Stadt ist Hauptsitz der Brauerei Firestone Walker Brewing Company, deren Bier auch in Deutschland vertrieben wird.
Der örtliche Paso Robles Municipal Airport hat den IATA-Code: PRB.

## Söhne und Töchter der Stadt
- Elena Verdugo (1925–2017), Schauspielerin